# Rotala elatinoides
Rotala elatinoides är en fackelblomsväxtart som först beskrevs av Dc., och fick sitt nu gällande namn av William Philip Hiern. Rotala elatinoides ingår i släktet Rotala och familjen fackelblomsväxter. Inga underarter finns listade i Catalogue of Life.